# Папоротчук квінслендський
Папоротчук квінслендський (Oreoscopus gutturalis) — вид горобцеподібних птахів родини шиподзьобових (Acanthizidae). Ендемік Австралії. Це єдиний представник монотипового роду Квінслендський папоротчук (Oreoscopus).

## Опис
Довжина птаха 12-14 см. Верхня частина тіла темно-олоивково-коричнева, нижня частина тіла світліша. Горло біле, над очима білі "брови". Обличчя темно-коричневе, груди чорні. Дзьоб тонкий, чорний. Молоді птахи темно-коричневі, без білих плям на обличчі.

## Поширення і екологія
Квінслендський папоротчук є ендеміком Австралії. Мешкає в гірських тропічних лісах на північному сході штату Квінсленд, на висоті 650-1500 м над рівнем моря (хоча трапляється і на висоті 300 м над рівнем моря). Це осілий вид птахів на всьому ареалі.

## Раціон
Квінслендський папоротчук харчується безхребетними і невеликими сцинками (Scincidae). Шукає здобич у вологій підстилці, серед папороті і густих чагарників, в тінистих ярах.

## Розмноження
Сезон розмноження триває з липня по січень. Гніздо куполоподібне, приховане під поваленим деревом, в невеликій заглибні серед папороті. В кладці 2 яйця 22×17 мм, білого кольору, іноді поцяткованих коричневими плямками. Інкубаційний період триває 19 днів, пташенята залишаються в гнізді 21-23 дня.